# Махун, Дерек
Дерек Махун (англ. Derek Mahon, 23 ноября 1941, Белфаст — 1 октября 2020) — ирландский поэт, переводчик, писал на английском языке.

## Биография
Из протестантской семьи рабочих. Окончил дублинский Тринити Колледж (1965). Затем учился в Сорбонне, США и Канаде. Был школьным учителем в Дублине, журналистом в Лондоне.

## Творчество
Предпочитал строгие формы, нередко пользовался рифмованным стихом. Переводил античную словесность (Софокл, Ювенал), литературу Франции (Расин, Мольер, Нерваль, Бодлер, Ростан, Валери, Сен-Жон Перс, Жакоте) и др.

## Произведения
- 1965: Twelve Poems
- 1968: Night-Crossing
- 1970: Ecclesiastes
- 1970: Beyond Howth Head
- 1972: Lives
- 1975: The Snow Party
- 1977: In Their Element
- 1979: Poems 1962—1978
- 1981: Courtyards in Delft
- 1982: The Hunt By Night
- 1985: Antarctica
- 1990: The Chinese Restaurant in Portrush: Selected Poems
- 1991: Selected Poems
- 1992: The Yaddo Letter
- 1995: The Hudson Letter
- 1997: The Yellow Book
- 1999: Collected Poems
- 2001: Selected Poems
- 2005: Harbour Lights
- 2007: Somewhere the Wave
- 2008: Life on Earth (короткий список международной поэтической премии Гриффина)

## Публикации на русском языке
- Стихи в переводе А.Нестерова и Г.Стариковского
- Связуя твой восход с моим закатом/ Пер. Г.Стариковского

## Признание
- Литературная премия Дэвида Коэна (2007).